# Bukhara Challenger
Il Bukhara Challenger è stato un torneo professionistico di tennis che faceva parte delle ATP Challenger Series. Si giocava annualmente dal 2000 al 2008 sui campi in cemento dello Sport Complex Dilkusho a Bukhara, in Uzbekistan.

## Albo d'oro

### Singolare
| Anno | Campione            | Finalista          | Score                   |
| ---- | ------------------- | ------------------ | ----------------------- |
| 2000 | Noam Behr           | Alexander Shvec    | 4–6, 7–6(3), 6–0        |
| 2001 | John van Lottum (1) | Oleg Ogorodov      | 6–1, 6–1                |
| 2002 | John van Lottum (2) | Vasilīs Mazarakīs  | 7–6(5), 6–1             |
| 2003 | Marc-Kevin Goellner | Marcos Baghdatis   | 7–5, 6(2)–7, 7–6(4)     |
| 2004 | Michal Mertiňák     | Tejmuraz Gabašvili | 3–6, 6–4, 6–3           |
| 2005 | Denis Istomin (1)   | Ilia Bozoljac      | 6–4, 6(2)–7, 6–5 ritiro |
| 2006 | Janko Tipsarević    | Rohan Bopanna      | 6–2, 6–4                |
| 2007 | Denis Istomin (2)   | Amir Weintraub     | 3–6, 6–1, 6–4           |
| 2008 | Denis Istomin (3)   | Illja Marčenko     | 4–6, 6–2, 6–4           |

### Doppio
| Anno | Campioni                              | Finalista                          | Score            |
| ---- | ------------------------------------- | ---------------------------------- | ---------------- |
| 2000 | Vadim Kucenko (1) Oleg Ogorodov       | Noam Behr Aisam-ul-Haq Qureshi     | 6–4, 7–6(5)      |
| 2001 | Aisam-ul-Haq Qureshi Rogier Wassen    | Aleksej Kedrjuk Alexander Shvec    | 6–2, 6–4         |
| 2002 | Yves Allegro Marco Chiudinelli        | Janko Tipsarević Jan Weinzierl     | 6–3, 6–4         |
| 2003 | Aleksej Kedrjuk Vadim Kucenko (2)     | Mirko Pehar Jean-Julien Rojer      | 6–4, 7–6(4)      |
| 2004 | Michal Mertiňák Pavel Šnobel          | Paul Logtens Melle Van Gemerden    | 6–4, 6–2         |
| 2005 | Aleksej Kedrjuk Orest Tereščuk        | Rohan Bopanna Kyu-Tae Im           | 5–7, 6–4, 6–1    |
| 2006 | Nicolas Renavand Nicolas Tourte       | Rohan Bopanna Aisam-ul-Haq Qureshi | 2–6, 6–3, [10–8] |
| 2007 | Evgenij Kirillov Aleksandr Kudrjavcev | Danila Arsenov Vaja Uzakov         | 6–3, 6–1         |
| 2008 | Pavel Chekhov Michail Elgin           | Łukasz Kubot Oliver Marach         | 7–6(2), 6–1      |